# Aschach (Bad Bocklet)
Aschach (grabfeldisch: Öschich) ist ein Gemeindeteil des Marktes Bad Bocklet im unterfränkischen Landkreis Bad Kissingen in Bayern.

## Geographische Lage
Das Dorf, ehemals ein Markt, liegt zwei Kilometer westlich von Bad Bocklet und neun Kilometer nördlich von Bad Kissingen am Fuße der Rhön. In Aschach mündet der gleichnamige Bach in die Fränkische Saale.
Die durch Aschach verlaufende Staatsstraße 2430 mündet westwärts in die Staatsstraße 2290 nach Lauter (Ortsteil von Burkardroth) und Burkardroth. Die durch Aschach verlaufende Staatsstraße 2292 führt nordwärts nach Hohn und Steinach sowie südwärts über Großenbrach über die Bad Kissinger Stadtteile Kleinbrach und Hausen nach Bad Kissingen. Über die Kreisstraße KG 16 ist Aschach ostwärts mit Bad Bocklet verbunden. Durch Aschach führt der Fränkische Marienweg.

## Geschichte

### Ortsgeschichte

#### Anfänge
Es wird vermutet, dass bereits während der römischen Kaiserzeit und im 4. und 5. Jahrhundert n. Chr. das heutige Aschacher Gebiet von Alamannen besiedelt wurde.
Die Entstehungszeit des Ortes selbst ist unsicher. Als erster dokumentarischer Beleg könnte eine Urkunde von 867 gelten, durch die eine Person namens Betilo dem Kloster Fulda mehrere Felder in Ascha schenkte. Aschach existierte möglicherweise bereits vorher; mit dem in Fuldaer Urkunden mehrfach genannten „Ascaha“ ist jedoch wahrscheinlich nicht Aschach gemeint. Der erste sichere Nachweis Aschachs ist eine Urkunde aus dem Jahr 1244, die die Schenkung der Mühle an der Saale an das Kloster Frauenroth durch Otto von Botenlauben dokumentiert und am Standort des heutigen Aschach die Existenz einer Siedlung belegt.
Der Name Aschach (Ascha, Aschaw, Waldaschach) kommt von dem keltischen Ascaha und bedeutet Eschenwasser.
Aus dem Dorf Aschach bildeten sich bald zwei Teile: der eine Teil mit dem Namen Achach bildete sich um die Kirche, der andere Teil mit dem Schloss als Zentrum hieß Neuseß. Der Name des letzteren wandelte sich zu „Nuseß“ (1413), „Newsezs zu Ascha“ (1458) und „Neuses bei Ascha“ (1512). Der erste bekannte Schultheiß von Aschach war Paul Herterich (Ersterwähnung 1582). Die erste bekannte Dorfordnung von 1612 stammt aus der Zeit von Fürstbischof Julius Echter von Mespelbrunn, ist aber wahrscheinlich die Weiterentwicklung einer älteren Dorfordnung. Eine größere Bedeutung hatte das Ruggericht, mit dem jedes Jahr zu Kathedra Petri am 22. Februar die Gemeinderechnung abgelegt, aktuelle Gesetzesbestimmungen verkündet sowie u. a. Dorfmeister, Feld- und Waldhüter ernannt wurden.

#### Mittelalter

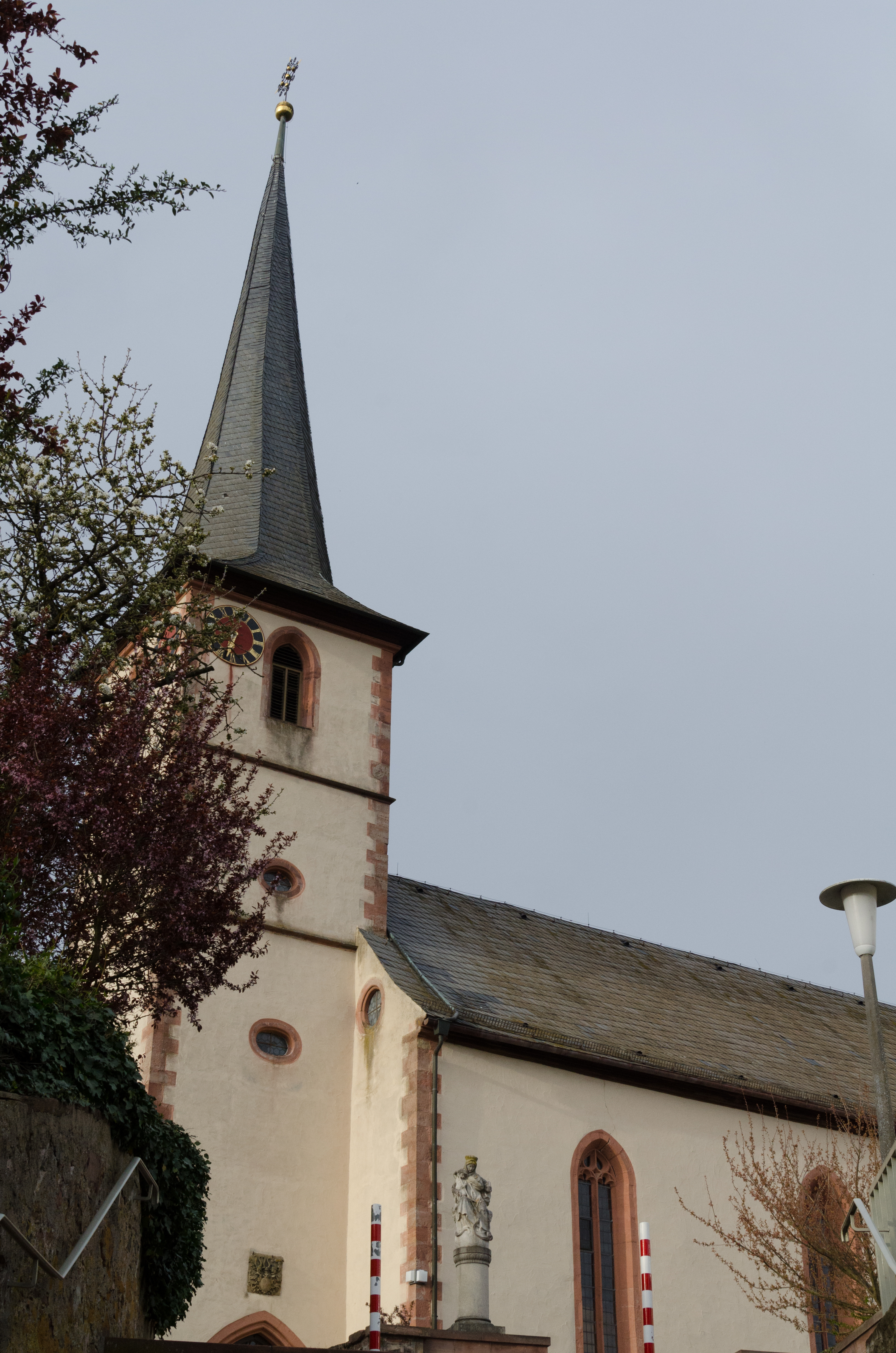
Die Pfarrkirche St. Trinitatis von Aschach

Im Jahr 1165 errichteten die Henneberger das Schloss Aschach zunächst als Burganlage. Der früheste Nachweis für die Existenz der Saalmühle datiert auf das Jahr 1244; der erste namentlich bekannte Müller war Kaspar Krauß (um 1583).
Für den Beginn des 14. Jahrhunderts ist ein Aschacher Plebanus unbekannten Namens für den Ort, der anfangs Teil der Pfarrei Brend (Bestandteil von Brendlorenzen, einem heutigen Stadtteil von Bad Neustadt an der Saale) war, überliefert. Dieser ließ im Auftrag des Würzburger Bischofs Wolfram Wolfskeel von Grumbach den Kirchenbann über Graf Heinrich von Henneberg aufheben, um die Freilassung des in Haft befindlichen Geistlichen Heinrich von Rieneck zu erreichen. In der zweiten Hälfte des 15. Jahrhunderts bestand die zur Diözese Würzburg sowie zum Archidiakonat und Kapitel Münnerstadt und möglicherweise auch für einige Jahrzehnte zum Kloster Bildhausen gehörende Pfarrei Aschach aus den Filialen Burkardroth, Stangenroth und Wollbach.
Frühestens mit der Entstehungszeit des Schlosses Aschach entstand das Amt Aschach; der erste bekannte Aschacher Amtsmann ist mit Hermann von Wenkheim für das Jahr 1320 und die erste urkundliche Erwähnung eines Aschacher Zentgerichts (als Cent Aschaw) für das Jahr 1355 bekannt. Der Fürstbischof verfügte über die Fraiß (das Recht, über Leben und Tod zu urteilen) und setzte die Centgrafen ein, die die Schöffen ernannten. Für das Jahr 1422 sind auf Grund von  Grenzstreitigkeiten dieser Zeit die Ämter Schildeck (Geroda) und Trimburg als Nachbarämter von Aschach bekannt. Das Amt wurde im Jahr 1804 wegen der Umstrukturierung der Landämter aufgelöst und Aschach im Gegenzug mit einem Rentamt Kissingen-Aschach entschädigt, das allerdings im Jahr 1865 nach Kissingen verlegt wurde.
Laut einer Inschrift an der Aschacher St.-Trinitatis-Kirche entstand diese im Jahr 1447. Ob es vorher schon einen Kirchenbau in Aschach gegeben hat, ist nicht sicher erwiesen.

#### Aschach zu Beginn der Neuzeit
Im Zuge des Bauernaufstandes von 1525 wurde Aschach hauptsächlich vom Bildhäuser Haufen, zu dem sich Bauern um das Münnerstädter Kloster Bildhausen zusammengeschlossen hatten, bedroht. Dem Aschacher Amtsmann Eyring von Rotenhan, der für das Kloster Hausen, das Kloster Frauenroth und das Schloss Aschach zuständig war, gelang es, die Aufständischen zur Aufgabe zu bewegen, woraufhin der Würzburger Fürstbischof Konrad II. von Thüngen versprach, auf die Forderungen der Bauern einzugehen. Dennoch besetzten die aufständischen Bauern das Schloss Aschach und steckten es in Brand; Amtsmann Eyring von Rotenhan sowie acht weitere Adelige wurden nach Schweinfurt verschleppt. Nach der Niederschlagung des Bauernaufstandes wurden im Zuge des vom Fürstbischof durchgeführten Strafgerichts im Fürstbistum Geldstrafen gegen 411 Untertanen des Amtes Aschach verhängt sowie Bauern des Amtes Trimberg zum Wiederaufbau u. a. des Schlosses Aschach herangezogen.
Der zwischen 1552 und 1554 von Markgraf Albrecht II. Alcibiades von Brandenburg-Kulmbach initiierte Markgräflerkrieg hatte auch Auswirkungen auf Aschach, als das Schloss Aschach laut einer Inschrift über dem Eingang des Hauptgebäudes am 9. November 1553 von Alcibiades in Brand gesteckt und dabei vollständig zerstört wurde. Dies war der Anlass zum kompletten Neuaufbau des Schlosses Aschach in seiner heutigen Konzeption.
Das Taufregister von Aschach besagt, dass der von 1580 bis 1588 in Aschach tätige Pfarrer Heinrich Niemant etwa sechs seiner Söhne taufte. Dies lässt vermuten, dass er Lutheraner war und sich die Aschacher Bevölkerung dementsprechend möglicherweise der Konfession ihres Geistlichen zuwandte. Fürstbischof Julius Echter von Mespelbrunns Gegenmaßnahmen zur Wiederherstellung des Katholizismus im Ort konnten sich nur allmählich durchsetzen. Zu dieser Zeit gehörten auch Großenbrach sowie der Ortsteil Neuses zur Pfarrei Aschach. In den 1590er Jahren war der Aschacher Pfarrer auch für Bocklet zuständig; später traf dies auch für Haard, Hausen und Nüdlingen zu.
Der früheste bekannte urkundliche Nachweis für einen Lehrer in Aschach für die Kinder aus Aschach und Großenbrach stammt aus dem Jahr 1584, doch ist es möglich, dass bereits die Henneberger Grafen Lehrerstellen im Ort finanzierten. Die erste Schulstiftung im Ort wurde mit Testament des Jahres 1594 von Würzburger Domvikar Nikolaus Grob gegründet, der ein Vermögen von 300 Gulden zur Verfügung stellte, um aus den Zinsen von 15 Gulden für 5 Gulden einen Lehrer zu finanzieren, während die restlichen 10 Gulden für kirchliche und schulische Zwecke vorgesehen waren. Eine weitere Finanzierungsquelle waren im Jahr 1643 die Zinsen aus den von Sebastian Herterich zur Verfügung gestellten zwanzig Gulden. Ab Anfang des 17. Jahrhunderts ist neben dem Lehrer auch ein Kantor belegt, der zusätzlich die kirchliche Organistenstelle versah.
An Kathedra Petri des Jahres 1601 veräußerte die Pfarrei Aschach unter Pfarrer Christoph Grospitsch 31 Morgen und 25 Gerten Ackerfläche, was laut Verkaufsurkunde ein schlechter Handel war; der Verkaufserlös wurde mit Zinsen verliehen. Noch im Jahr 1746 bezog die Pfarrei Aschach laut Memorale 426 Gulden aus den verkauften Äckern.
Im Dreißigjährigen Krieg erreichten die Truppen des schwedischen Königs Gustav II. Adolf am 12. Oktober 1631 Aschach. Er übergab das Schloss Aschach sowie das Amt Aschach an Oberst Graf Brandenstein als Geschenk. Das Amt Aschach war eines von mehreren Ämtern, die im Winter ein Regiment Reiterei und zwei Regimenter Fußvolk beherbergen mussten und außerdem 20.000 Taler zu zahlen hatten.
Ein ausführlicher Bericht über den Dreißigjährigen Krieg befindet sich in der von Pfarrer Karl Rützel und Gymnasialprofessor Ludwig Böhm verfassten Geschichte des Marktes Aschach in Unterfranken. Demzufolge wurden im Jahr 1633 auf Grund der Umstände vier der fünf Paare auswärts getraut. Landpfarrer Valentin Katzenberger musste vor den Unruhen fliehen, der Aschacher Centgraf March kam in den Kämpfen um. Im Jahr 1634 konnten die schwedischen Angreifer zurückgeschlagen werden. Am 31. August 1634 brach die Pest aus, vor der der Kissinger Stadtpräfekt mit seiner Familie in Aschach Schutz suchte. Im Jahr 1638 hatte sich die Lage in Aschach nach Krieg, Pest und Hungersnot soweit beruhigt, dass der Würzburger Kammersekretär Pet Brückner dort einen Kuraufenthalt nahm. Im September 1639 musste sich die Aschacher Bevölkerung erneut gegen einfallende, Vieh raubende schwedische Truppen wehren. Im Juni 1640 konnte die Aufstellung von Wachposten am Amtskeller weitere Überfälle verhindern. Um den 10. August desselben Jahres passierten die Reiterkompagnien von Johann von Sporck den Ort. Auf Grund der Besetzung des Schlosses Aschach durch schwedische Soldaten blieb der Ort jedoch von Plünderungen verschont. Dadurch begünstigt, suchten Einwohner aus den umliegenden Dörfern und auch Kissingen und Bischofsheim Zuflucht in Aschach; weitere Ströme von Flüchtlingen folgten Ende März 1646 sowie im Februar 1647. Im Jahr 1648 kam es in Aschach zu Plünderungen, bei denen viele Einwohner des Ortes misshandelt und getötet wurden. Viele Aschacher suchten Schutz in den Wäldern. Ein Knabe aus Aschach, der sich im Wald verirrt hatte, wurde nach sechs Wochen tot aufgefunden. Einige Aschacher flüchteten in entferntere Orte, ebenso flohen viele Auswärtige nach Aschach. Von diesen heirateten einige in Aschach und ließen ihre Kinder dort taufen.
Ein im Aschacher Gemeindearchiv überlieferter Extractus aus der bey der Aschacher amts repositur verwahrten Pfarreybeschreibung vom Jahr 1669 belegt für diese Zeit die Existenz eines zweigeschossigen Pfarrhauses, jedoch fehlte eine Straße zum Pfarrhof. Der Bau des Pfarrhauses wurde nach Aussage der damaligen Bürgermeister von Aschach und Großenbrach zu zwei Dritteln durch Aschach und zu einem Drittel durch Großenbrach finanziert. Der Antrag von Pfarrer Melchior Beck, Bocklet an Bau- und Reparaturmaßnahmen des Pfarrhauses finanziell zu beteiligen, wurde zunächst genehmigt, die Genehmigung dann aber wieder zurückgenommen. Im Jahr 1858 erfolgten größere Baumaßnahmen am Pfarrhaus, das 1968/69 durch einen Neubau ersetzt wurde.
Durch Dekret des Würzburger Fürstbischofs Johann Gottfried von Guttenberg vom 14. November 1698 war es Aschach erlaubt, fünf Märkte im Jahr abzuhalten, und zwar am Fastnachtssonntag, am Sonntag nach Trinitatis, am Sonntag nach Kiliani, am Sonntag nach Michaelis sowie am Sonntag nach Mariä Opferung. Aus diesem Anlass entstand die Bezeichnung „Markt Waldaschach“.
Das Aschacher Forstamt entstand spätestens im 16. Jahrhundert unter Fürstbischof Julius Echter von Mespelbrunn, der zunächst die Amtsmänner mit der Inspektion des Forstes betraute. Auf Grund der Spezialisierung dieser Aufgabe im Lauf der Zeit wurde im Jahr 1582 ein Wildmeister eingesetzt; ab Anfang des 17. Jahrhunderts ist der Einsatz von Forstmeistern bekannt. Anfang des 19. Jahrhunderts war Forst- und Wildmeister Zacharias Kießling der Letzte, der diese Aufgabe ausführte. Im Jahr 1824 wurde das Forstamt Aschach dem Forstamt Hammelburg und dem Claushof zugeordnet; ein Jahr später erfolgte die Auflösung.
Im Jahr 1731 konnte aus dem Nachlass des verstorbenen Aschacher Pfarrers Johann Michael Metz sowie später auch des im Jahr 1821 verstorbenen Johann Kirchner Messen für die Aschacher Bruderschaft des heiligen Rosenkranzes finanziert werden. Wegen zusätzlich benötigter Mittel wurden an jedem ersten Sonntag im Quartal Rosenkranzbruderschafts-Andachten abgehalten, die im Jahr 1843 aus dem Nachlass eines gewissen Hofmann finanziert wurden.
Der erste bekannte Nachweis eines Schulhausneubaus stammt aus dem Jahr 1766; diese erste belegte Schule des Ortes befand sich hinter dem Pfarrhaus. Die Erwähnung einer Aschacher Industrielehrerin im Jahr 1791 lässt die Existenz einer Industrieschule im Ort vermuten.

#### Bayerisches Königreich
Nach dem Jahr 1804 entstand der Aschacher Friedhof. Vorher waren die Verstorbenen an der Aschacher St.-Trinitatis-Kirche bestattet worden. Im Jahr 1855 konnte durch eine im Vorjahr von Anna Maria Weidmann gestiftete Summe eine Erweiterung des Friedhofs finanziert werden. Im Jahr 1866 wurde ein vom Großenbracher Bürger Peter Hein gestiftetes und vom Bockleter Bildhauer Michael Arnold gestaltetes |Kreuz auf dem Friedhof errichtet.
Am 21. August 1807 verwahrte sich Kantor Johann Bonfig gegen den Vorwurf, er habe die Verlegung des Aschacher Friedhofs durchgesetzt und beschwerte sich über die Einwohner, die ihm mit diesem Vorwand die für seine Dienste üblichen Holzrationen verweigerten. Nachdem Bonfig erkrankt war, sollte im Jahr 1813 die Anstellung eines weiteren Kantors erfolgen. Im Jahr 1821 wurde der Kantor durch einen zweiten Lehrer (Schulverweser) ersetzt.
Im Jahr 1828 wurde das Schulgebäude auf Grund neuer Anforderungen durch einen Neubau mit Lehrerwohnung ersetzt. Der Schulneubau entstand neben der Kirche (heute Kirchplatz 2) auf einem Teil des alten Friedhofes; auf dem alten Friedhofsgelände entstand ein Schulgarten. Am 21. März 1862 musste die Gemeinde Aschach beim Bezirksamt Kissingen Unterstützung zur Finanzierung der Lehrerstelle beantragen und war (wie auch Großenbrach) bis zum Anfang des 20. Jahrhunderts auf staatliche Zuschüsse für schulische Zwecke angewiesen.
Im Rahmen des Deutschen Krieges von 1866 kam es am 10. Juli 1866 bei Aschach zu einem Gefecht des bayerischen 1. Bataillons von Major von Moor mit dem Füsilierbataillon des preußischen Oberstleutnants von Cranach, der Oberst von Hanstein schließlich die Besetzung Aschachs melden konnte. Am 12. Juli 1866 wurden die drei im Gefecht gefallenen bayerischen Soldaten auf dem Aschacher Friedhof bestattet. Am 13. Juli 1891 fand ein vom Pfarramt sowie vom Vorstand des Kriegervereins Aschach veranstalteter Gottesdienst zum 25-jährigen Jahrestag des Krieges statt. In diesem Rahmen wurde auf dem Friedhof ein von der Gemeinde und Wohltätern gestiftetes Denkmal errichtet, das eine Widmung mit den Namen der Gefallenen trägt.
An den Kämpfen des Deutsch-Französischen Krieges von 1870/71 nahmen 22 Soldaten aus Aschach teil. Sie kehrten alle unversehrt aus dem Krieg nach Aschach zurück. Zu Ehren ihrer gesunden Heimkehr wurde im August 1871 eine „erhebende Feier mit Amt und Tedeum und verschiedenen Festakten“ abgehalten.
Anfang August 1878 fand in Aschach eine Informationstagung für Volksschullehrer bezüglich der Einführung des Turnunterrichts an den Volksschulen statt. Mit Schreiben vom 8. Februar 1911 förderte die Königliche Regierung von Unterfranken und Aschaffenburg den Turnunterricht u. a. mit Fortbildungsmaßnahmen für die Lehrkräfte. Bereits im September 1902 wurde der Besuch des Zeichenunterrichts verbindlich.
Im Herbst 1897 wurde der Zweite Lehrer Othmar vom Unterricht in der Mädchensonntagsschule entbunden und durch den Ersten Lehrer ersetzt, weil Gerüchten zufolge eine Schülerin von ihm schwanger geworden sein soll; Othmar wurde nun der Unterricht an der Knabensonntagsschule übertragen. Die Königliche Regierung von Unterfranken betonte, dass sie keinen Anlass sah, den Gerüchten Glauben zu schenken, sich jedoch des Ansehens von Schulverweser Othmar wegen zu diesen Maßnahmen veranlasst sah.

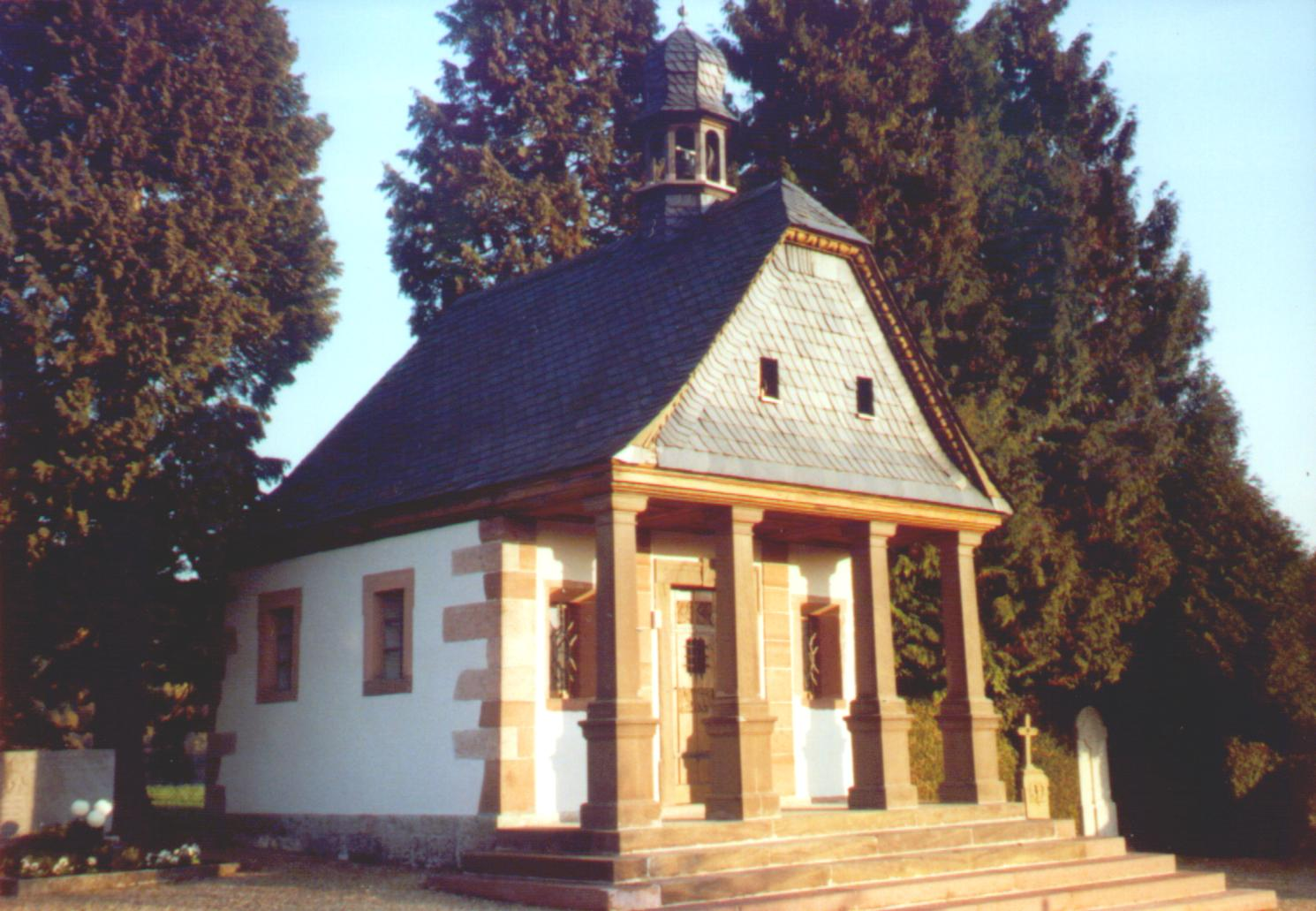
Leichenhalle des Aschacher Friedhofs.

Im Januar 1904 schlug der Königliche Hofrat Dr. Werner vor, eine neue (eiserne) Brücke über die Aschach zu errichten. Der Distriktsrat verwies in seiner Ablehnung auf den laut Gutachten des Distriktstechnikers baulich einwandfreien Zustand der bestehenden Steinbrücke. Obwohl der Distrikt zum Unterhalt der Distriktsstraßen einschließlich Ortstraversen und Brücken gesetzlich verpflichtet war, bezeichnete der Distriktsrat hierfür die Gemeinde Aschach als zuständig.
Am 22. Januar 1905 fasste die Gemeinde einen Beschluss zur Versetzung des Friedhofskreuzes; Restaurierung und Versetzung des Kreuzes erfolgten 1906. Im Jahr 1912 gefasste Pläne zum Bau einer Leichenhalle wurden im Folgejahr umgesetzt. Im Jahr 1952 machte der bauliche Zustand der Leichenhalle u. a. eine Erneuerung des Verputzes und ein Neustreichen der Türen erforderlich; eine Neugestaltung der Leichenhalle fand im Jahr 1994 statt.
Im Jahr 1907 führte der Würzburger Bischof Ferdinand von Schlör eine Visitation in Aschach durch. Bei dieser Gelegenheit wurde festgelegt, dass der bei Regenwetter unbenutzbare Eingang zum Pfarrhaus trockengelegt werden musste; aus diesem Anlass fand am 27. Oktober 1907 unter Teilnahme der Gemeindeverwaltungsmitglieder aus Aschach und Großenbrach eine Sitzung in Aschach statt.

#### Erster Weltkrieg und Weimarer Republik
Der Ausbruch des Ersten Weltkrieges löste in Aschach zunächst Kriegsbegeisterung aus. Dieser folgte bis zum Jahr 1916 die Ernüchterung, da sich der Mangel der in den Krieg eingezogenen Männer bemerkbar machte, von denen die ersten bereits gefallen waren. Das Brot war auf 250 Gramm pro Tag und Kopf rationiert, Fleisch war trotz Fleischmarken überhaupt nicht erhältlich; die Kinder mussten Holzschuhe und geflickte Hosen tragen. Zum Gedenken an die Gefallenen des Ersten Weltkrieges wurde im Jahr 1922 vor der Aschacher St.-Trinitatis-Kirche eine von der Krieger- und Soldatenkameradschaft Aschach in Auftrag gegebene und von Bildhauer Balthasar Schmitt angefertigte Madonna errichtet.
Nachdem es in Aschach bereits um 1900 vereinzelt Strom gegeben hatte wie in der Bierbrauerei Stolle (Stromerzeugung durch Dampfmaschine) sowie in der Gräflich-Luxburgischen Mühle an der Saale (Stromerzeugung durch Wasserkraft), entstand im Jahr 1920 ein Stromnetz im ganzen Ort. Mit Friedrich Graf von Luxburg wurde ein Vertrag geschlossen, um den Strom in der Gräflich-Luxburgischen Mühle erzeugen zu lassen. Wo es möglich war, wurden auf den Wohnhäusern Stromständer installiert. Diese wurden im Jahr 1927, als sich an einigen Strommasten Schäden zeigten, so weit wie möglich durch Eisenständer ersetzt. Mit Vertragsabschluss vom 27. September 1929 ging die Stromversorgung des Ortes von Friedrich Graf von Luxburg auf die Kreis A.G. Würzburg über; der Anschluss an den neuen Stromversorger erfolgte am 31. Dezember 1929 um 16 Uhr.
Der im Rahmen der Visitation durch den Würzburger Bischof Matthias Ehrenfried im Jahr 1928 erhobene Fragebogen ergab »Kleiderpracht« und »Vergnügungssucht« als »herrschende Fehler«, insgesamt aber einen guten Zustand der Aschacher Pfarrei.

#### Nationalsozialismus und Zweiter Weltkrieg
Am 28. August 1934 wurden die Aschacher Gemeinderatsmitglieder sowie der Gemeindeschreiber, der Feld- und Waldhüter und der Gemeindediener auf Adolf Hitler vereidigt. Bereits ab Juli 1934 berichtete der Gendarmeriewachtmeister seinen Vorgesetzten über die Volksstimmung im Ort. So wurden die NS-Bestimmungen, die eine Einschränkung der katholischen Kirche zum Ziel hatten, negativ aufgenommen; beispielsweise sorgte im Juni 1936 das Verbot der Fronleichnamsprozession für Unmut. Im Dezember desselben Jahres vertrat der Gendarmeriemeister die Meinung, dass sich durch eine Beendigung der antiklerikalen Maßnahmen auch die Warnungen der Bischöfe erübrigen würden. Im Januar 1938 beschrieb Gendarmeriemeister Lechner die Volksstimmung als durch die Kritik von Aschacher Eltern getrübt, dass ihre Kinder keinen Religionsunterricht mehr in ihrer eigenen Konfession, sondern in der der Lehrkräfte erhalten sollten.
Am 3. März 1934 beschloss der Aschacher Gemeinderat, zwecks Gruppenwasserversorgung über die Rhön-Maintal-Gruppe eine Wasserleitung zu bauen. Im Frühjahr 1935 wurde das Projekt in Angriff genommen. Die Wasserleitungsablösegebühr sorgte für Unmut in der Bevölkerung, da sie mit 360 RM pro Kopf die finanziellen Möglichkeiten der meisten Hausbesitzer überstieg; das den Hausbesitzern gegebene Versprechen, die Gebühr durch eigenhändige Mitwirkung beim Bau der Wasserleitung abzuarbeiten, erfüllte sich nicht, als stattdessen Notstandsarbeiter eingesetzt wurden.
Ab September 1938 berichtete Gendarmeriemeister Lechner, dass sich in der Aschacher Bevölkerung eine gewisse Kriegsangst verbreitete. Die Reaktion auf die Reichskristallnacht fiel verhalten aus, da deren Auswirkungen, wie man meinte, nicht mit dem an die Bevölkerung gestellten Vierjahresplan vereinbar seien. Direkte Auswirkungen hatte die Reichskristallnacht laut Protokollbuch der Gemeinde nicht, da im Ort keine Juden wohnhaft waren.
Nach Kriegsausbruch herrschte die Meinung vor, dass man über die wahren Kriegsverluste getäuscht werde. Zudem stellte die Unterbringung von Flüchtlingen bei den Familien eine finanzielle Belastung dar, zumal nach Einzug der Ehemänner und Söhne die Ernährer fehlten; ferner wurden sogar ältere Jahrgänge eingezogen, die bereits im Ersten Weltkrieg gedient hatten. Im Herbst 1940 wurde das Aschacher Gebiet mehrfach von feindlichen Flugzeugen überflogen, die die Bevölkerung in Angst versetzten. Neben einer in der Nacht vom 4. auf den 5. September 1940 auf einen Acker zwischen Bad Bocklet und Windheim abgeworfenen „Fallschirmleuchtraketenbombe“, die keine weiteren Schäden verursachte, kam es zu keinen Zwischenfällen. Im Lauf der nächsten Jahre kam es immer wieder zu Engpässen in der Versorgung der Bevölkerung, doch blieb die Lage ruhig und die öffentliche Sicherheit gewährleistet.
Am Ostersonntag 1945 ließ NSDAP-Ortsgruppenleiter Franz Bayer von wehrfähigen Aschacher Männern Panzersperren im Ort errichten und verteidigen. Ein Sonderkommando versah die Saalebrücken von Aschach (die Brücke zum Schloss Aschach, die Brücke nach Bad Bocklet sowie die Brücke zwischen Großenbrach und Kleinbrach) mit Sprengladungen. Einen Tag vor Ankunft der US-Soldaten konnten die deutschen Soldaten fliehen, lediglich das Brückensprengkommando und einzelne deutsche Soldaten waren noch im Ort. In der Nacht von 6. auf den 7. April 1945 kam es zu einem Kampf zwischen zwei Spähtrupps beider Seiten. Als aus Rottershausen die Explosionen der MUNA zu hören waren, wurde die Brücke zum Schloss Aschach gesprengt.
Am Morgen des 7. April 1945 kam es zur Besetzung Aschachs durch die US-Soldaten, wobei vier oder fünf deutsche Soldaten zu Tode kamen; sie wurden auf Befehl der US-Besatzungsmacht auf dem Aschacher Friedhof bestattet. Die Amerikaner setzten deutsche Soldaten, Polizisten und Volkssturmangehörige fest und verbrachten sie in verschiedene Lager; ferner wurde eine Ausgangssperre verhängt. Die gesprengte Schlossbrücke musste zwecks Versorgung der US-Einheiten provisorisch ersetzt werden. Möglicherweise verhinderte der Umstand, dass die deutschen Truppen auf Grund von Benzin- und Munitionsmangel keinen Widerstand leisten konnten, eine Zerstörung des Ortes. Nach einer Besetzung von etwa zwei bis drei Wochen zogen die amerikanischen Soldaten ab.
Insgesamt hatte Aschach nach dem Zweiten Weltkrieg 26 Gefallene beziehungsweise Vermisste zu beklagen. Zu ihren Ehren gab die Krieger- und Soldatenkameradschaft Aschach am 3. Dezember 1958 die Errichtung eines Denkmals vor der Aschacher St.-Trinitatis-Kirche in Auftrag. Das vom Aschacher Bildhauer Ludwig Bauer geschaffene Denkmal wurde während der Feierlichkeiten zum 80-jährigen Bestehen der Kameradschaft eingeweiht und mit Balthasar Schmitts Madonnenfigur, die an die Opfer des Ersten Weltkrieges erinnert, zu einer Einheit verschmolzen.

#### Aschach nach 1945
Am 1. Oktober 1945 wurde die Aschacher Volksschule eröffnet. Auch wenn Anfang 1946 die Großenbracher Schüler die Volksschule verließen, da in Großenbrach eine eigene Schule eingerichtet wurde, konnte am 19. Februar 1946 in der Aschacher Volksschule eine zweite Lehrkraft eingestellt werden. Ab 1951 wurde die Volksschule vorübergehend auch von der achten Klasse der Großenbracher Volksschule wegen dortigen Raummangels besucht, der in Großenbrach einen Schulneubau erforderte.
Ab August 1949 zeigte sich an der Aschacher Stromversorgung Sanierungsbedarf. Da jedoch die Gemeinde die erforderlichen Kosten in Höhe von 6.000 bis 8.000 DM nicht aufwenden konnte und auch kein Kredit zu erhalten war, beschloss eine Bürgerversammlung am 18. März 1950, das Stromnetz des Ortes an das Überlandwerk abzutreten. Am 21. März 1950 wurde die Übergabe des Stromnetzes für einen Preis von 26.900 DM in das Beschlussbuch eingetragen. Einige Aschacher Bürger verlangten, da sie bei Errichtung des Ortsnetzes auf einige Rechte verzichtet hatten, auf Anteile an dem vom Überlandwerk gezahlten Kaufpreis, hatten jedoch keinen Erfolg.
Im Mai 1951 fand in Großenbrach eine Bürgerversammlung bezüglich der geplanten Umgestaltung des von Aschach und Großenbrach genutzten Aschacher Friedhofs statt. Die Pläne, zwecks Umstrukturierung des Wegenetzes auf dem Friedhof einzelne Gräber umzubetten oder, falls dies nicht möglich sei, einzuebnen, sorgte für Empörung und Missstimmungen zwischen beiden Orten. Im Jahr 1952 entstand der Großenbracher Friedhof, auf den einige Tote vom Aschacher Friedhof umgebettet wurden.
Nachdem im Jahr 1951 erste Pläne zum Umbau des Schulgebäudes mangels Staatszuschüssen gescheitert waren, beschloss der Gemeinderat im Jahr 1960 wegen der hygienischen Zustände des Schulgebäudes, die Pläne nun umzusetzen. Am 18. Juli 1962 begannen die Arbeiten zu einem vollständigen Umbau der Schule. Am 6. Januar 1964 fand nach Beendigung der Bauzeit die Einweihung der neu gestalteten Schule statt.
Mit Beschluss der Regierung von Unterfranken vom 11. Mai 1966 wurden die Volksschulen in Bad Bocklet, Aschach, Großenbrach und Hohn mit Wirkung vom 1. August 1966 aufgehoben und durch eine Verbandsschule der betreffenden Orte ersetzt; Sitz der Verbandsschule wurde Bad Bocklet. Die Verbandsschule wurde 1969 wiederum durch die Volksschule Bad Bocklet – Aschach – Großenbrach – Hohn – Steinach a. d. Saale ersetzt.
Für den 14. Mai 1966 berichtet das Protokollbuch des „Gesangsvereins 1890 Aschach“ von einer Visitation durch Bischof Josef Stangl, dem ein feierlicher Empfang bereitet wurde. Der Bericht der Behörde des Bischofs beklagt eine sinkende Teilnahme am sakramentalen und kirchlichen Leben durch Bevölkerung und setzt sich für eine zielgerichtete Erziehung in Eucharistie und Liturgie ein.
Im Jahr 1967 fiel der Entschluss zum Neubau des Pfarrhauses. Die Kosten, die laut Kostenvoranschlag auf 168.000 DM veranschlagt waren, sollten zu zwei Dritteln von Aschach und zu einem Drittel von Großenbrach aufgebracht werden; ein Teil der Kosten wurde durch einen Zuschuss der Diözese Würzburg in Höhe von 80.000 DM gedeckt. Aschach und Großenbrach brachten ihren Anteil durch ein Darlehen bei der Kirchenstiftung in Höhe von 90.000 DM auf. Nach Abriss des Vorgängerbaus entstand das neue Pfarrhaus von 1969 bis 1969. Weil die Kosten sich jedoch um 50.000 DM erhöhten, steuerte die Diözese Würzburg einen weiteren Zuschuss in Höhe von 25.000 DM bei.
Am 21. Juni 1971 wurde das Flurbereinigungsverfahren Aschach angeordnet. Bei den Vorerhebungen wurde eine hohe Besitzzersplitterung der betroffenen Flurfläche von 810 Hektar festgestellt, unter denen sich 427 Hektar an landwirtschaftlicher Nutzfläche sowie ein Anteil von 299 Hektar an forstwirtschaftlicher Fläche befanden. Mit der durch die Flurbereinigungsdirektion Würzburg am 31. März 1976 erlassenen Planfeststellung begann die Durchführung der Flurbereinigungsmaßnahmen. Es erfolgte ein Ausbau von 2,6 Kilometern Bitumenwegen und 6,3 Kilometern Schotterwegen; das neue Wegenetz zur Erschließung der nun in Gewanne eingeteilten Flurfläche bekam eine Länge von 30 Kilometern. Im Herbst 1979 konnten die Besitzverhältnisse neu eingeteilt werden. Die 28 Grundeigentümer, die jeweils mehr als zwei Hektar landwirtschaftlicher Nutzfläche bewirtschafteten, hatten nicht mehr 441, sondern lediglich 113 Einzelflächen zu verwalten; Einzelflächen von weniger als zwei Hektar mussten unberücksichtigt bleiben. Im Rahmen des Verfahrens wurden 2.700 Bäume und 6.500 Sträucher gepflanzt. Es entstanden Wanderwege von 1,3 Kilometer Länge sowie neue Baufläche für die Kläranlage, den Sportplatz und die Friedhofserweiterung zur Verfügung; zudem konnte nun die Staatsstraße ausgebaut werden. Die Gesamtkosten für das Flurbereinigungsverfahren betrugen 1,63 Millionen DM und wurden großteils durch staatliche Beihilfe in Höhe von 1,41 Millionen DM gedeckt. Im Jahr 1986 wurde auf dem Flurweg vom Aschacher Friedhof nach Bad Bocklet einen Kilometer von Aschach entfernt in Form eines roten Sandsteinblocks ein Gedenkstein aufgestellt, der an die Flurbereinigung erinnert. Der 1,85 Meter hohe Gedenkstein trägt das Flachrelief eines säenden Bauers und die zwei Inschriften „Ich habe gesät und begossen, Gott aber gibt das Gedeihen 1. Kor[inther] 3.6.8“ sowie „Flurbereinung Aschach 1971 - 86“.
Am 1. Januar 1972 wurde Aschach in die Gemeinde Bad Bocklet eingegliedert.
Nach ersten Plänen für ein Pfarrheim in Aschach unter Pfarrer Anton Zink (1934–1967) wurden um 1985 erste konkrete Planungen unternommen. Das nun zwischen Kirche und Pfarrhaus entstandene Pfarrheim wurde am 7. Februar 1988 eingeweiht.

### Bevölkerungsentwicklung
| Jahr | Einwohnerzahl | Haushalte |
| ---- | ------------- | --------- |
| 1574 | 478           | 104       |
| 1618 | 603           | 131       |
| 1623 | 630           | 137       |
| 1673 | 453           | 103       |
| 1703 | 352           | 75        |
| 1731 | 465           | 99        |
| 1748 | 469           | 102       |
| 1768 | 504           | 109       |
| 1800 | 678           | 100       |
| 1815 | 635           | 113       |
| 1834 | 696           | 124       |
| 1871 | 817           | 193       |
| 1900 | 763           | 180       |
| 1961 | 756           | −         |
| 1970 | 777           | −         |
| 1974 | 869           | −         |
| 1978 | 777           | −         |
| 1982 | 889           | −         |
| 2016 | 1070          | −         |

## Bauwerke und Anlagen

### Schloss Aschach

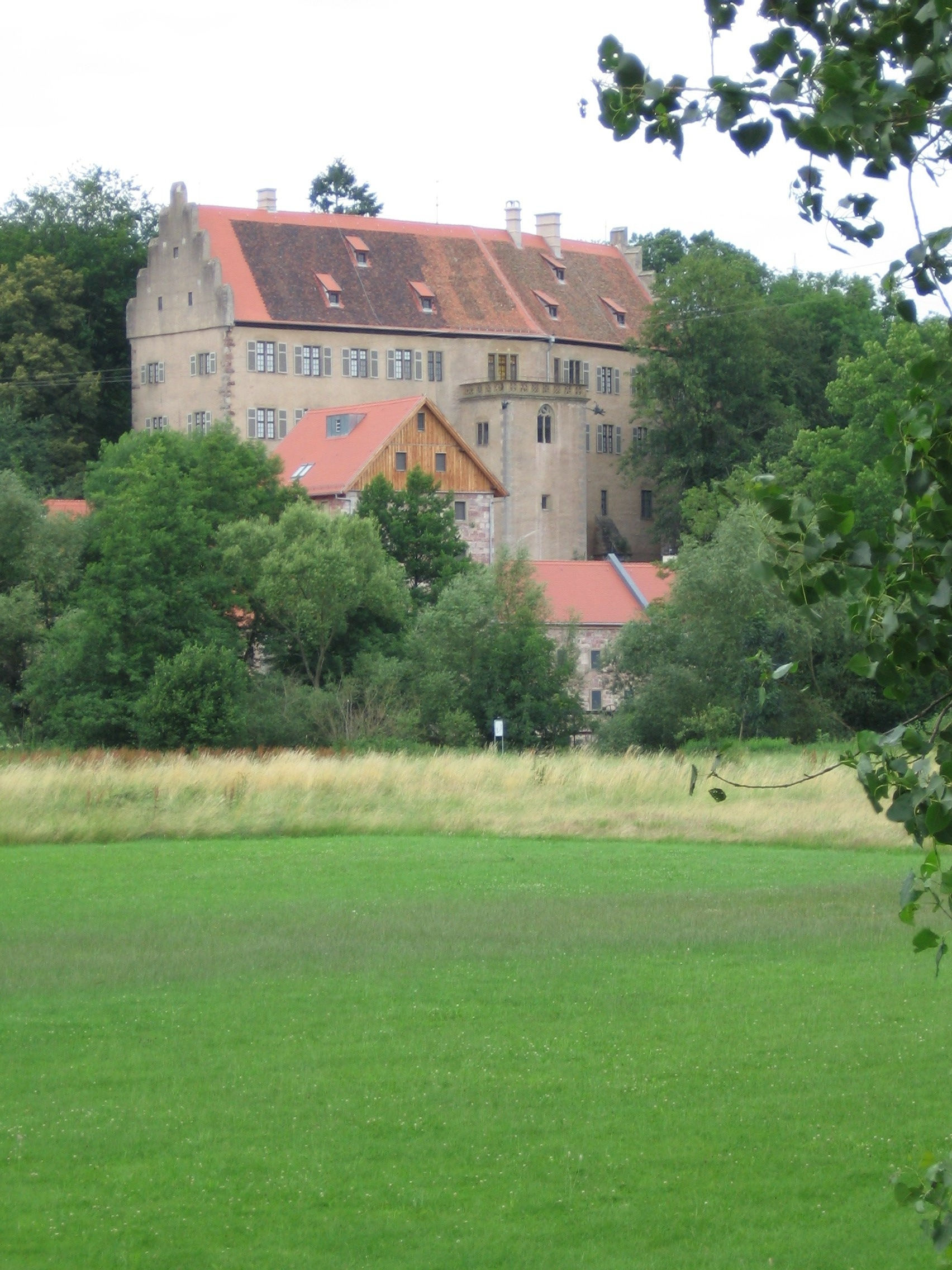
Schloss Aschach

Das wichtigste Gebäude und auch das Wahrzeichen des Ortes ist das Schloss Aschach, das im 12. Jahrhundert von den Hennebergern errichtet wurde und nach einer sehr wechselvollen Besitzergeschichte seit 1955 dem Bezirk Unterfranken gehört. Die heutige Bausubstanz geht auf das 16. Jahrhundert zurück. Das Schloss beherbergt das Graf-Luxburg-Museum. Die Grafen von Luxburg trugen Kunstwerke aus aller Welt zusammen, die den Kern des heutigen Museums bilden. Daneben ist die Einrichtung des Schlosses, in dem Bismarck während seiner Kuraufenthalte in Bad Kissingen regelmäßig Gast war, komplett erhalten. Im ehemaligen Wohnhaus des Schlossgärtners auf dem Gelände ist ein kleines Schulmuseum eingerichtet. In der Mühle des Schlosses befindet sich zusätzlich ein Wasserkraftwerk mit einem Wehr.

### Pfarrkirche St. Trinitas

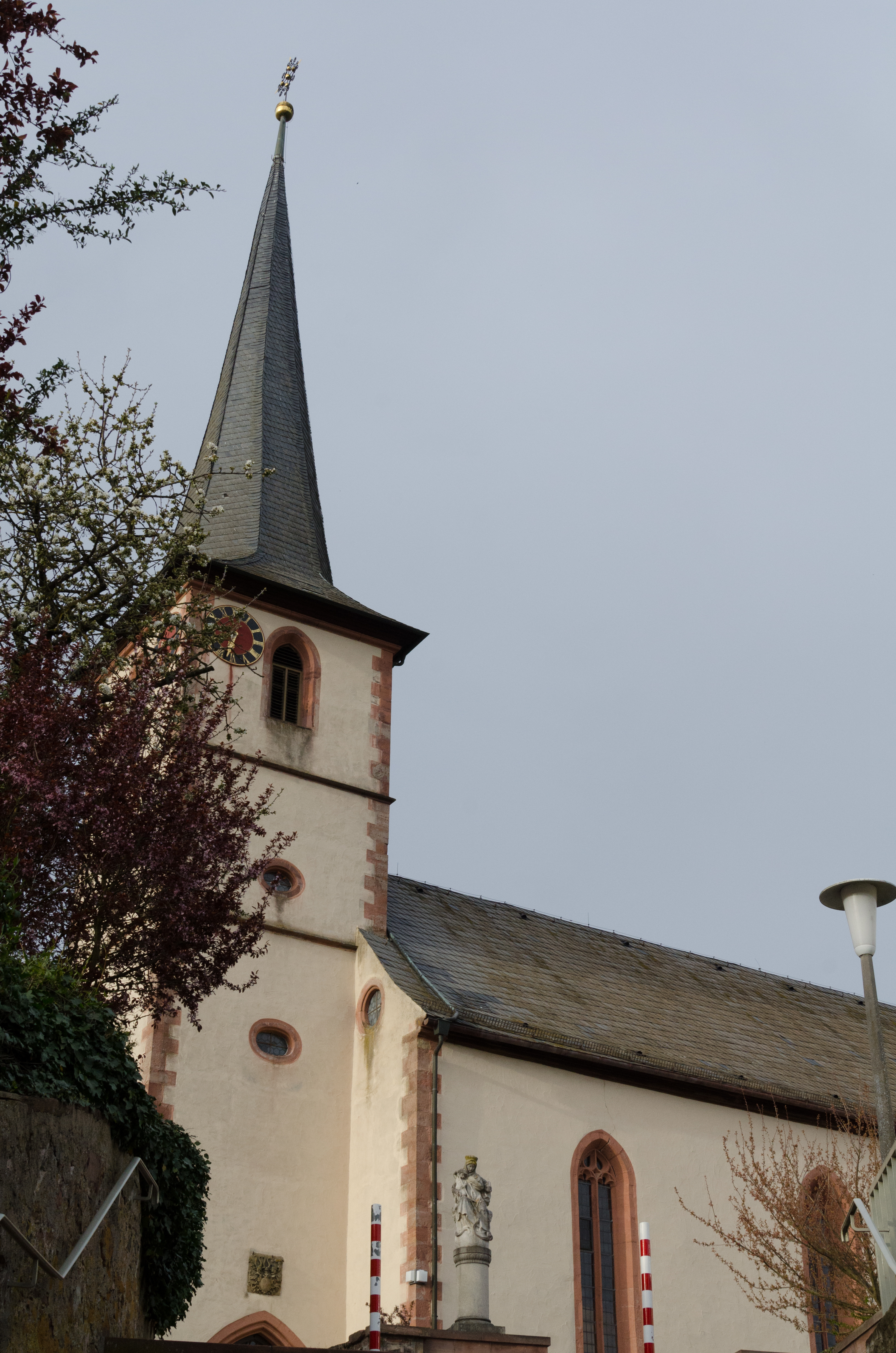
Die Pfarrkirche St. Trinitatis von Aschach

Laut einer Inschrift am Kirchengebäude wurde die Aschacher St.-Trinitatis-Kirche im Jahr 1447 errichtet. Möglicherweise gab es in Aschach eine Vorgängerkirche.
Wie die Wappen am Chorgewölbe vermuten lassen, wurde der Neubau von 1447 durch den Grafen Georg von Henneberg und seine Gattin Johanna von Nassau veranlasst. Unter Fürstbischof Konrad II. von Thüngen entstand die Empore oder wurde zumindest renoviert, während Julius Echter von Mespelbrunn im Jahr 1609 den Turm und im Jahr 1615 das Langhaus vergrößern ließ.
Der erste bekannte Nachweis für die St.Trinitas (Allerheiligste Dreifaltigkeit) als Patronin der Aschacher Kirche stammt aus dem Jahr 1669. 1732/33 wurde die Kirche renoviert und in den Jahren 1837, 1894 und 1895 um weitere Glocken ergänzt. In den Jahren 1790 und 1876 fanden weitere Renovierungen statt. Vom Aschacher Bildhauer Balthasar Schmitt stammen eine Muttergottesstatue und das Fresko Die Heilige Familie, das aber inzwischen übertüncht werden musste.
Während des Zweiten Weltkrieges mussten die drei Kirchenglocken abgeliefert wurden; wurden im Jahr 1949 durch vier neue Glocken ersetzt.
Im Jahr 1959 wurden die neugotischen Altäre instand gesetzt sowie im August und September 1964 die bisherige Sakristei durch eine geräumigere ersetzt. In den 1970er Jahren wurde die Kirche an die Vorgaben des Zweiten Vatikanischen Konzils angepasst. Im Jahr 1971 fanden Reparaturen an der Orgel statt. Im Jahr 1990 wurde die Kirche renoviert, im März 1995 fand die Installation einer Funkuhr statt.
In der Kirche befinden sich mehrere wertvolle Grabdenkmäler aus dem 16. bis 18. Jahrhundert.

### Baudenkmäler
Siehe: Liste der Baudenkmäler in Aschach

### Sonstiges
Im Ortskern von Aschach befinden sich ein restauriertes Kriegerdenkmal mit einer alten Linde und einige restaurierte historische Häuser,
im Ortsbereich drei etwa 350 Jahre alte, als Naturdenkmal eingetragene Eichen, wobei die Dreifaltigkeitseiche den stärksten Stammumfang hat.

## Freizeit und Kultur

### Museen
- Museen Schloss Aschach
  - Graf-Luxburg-Museum
  - Schulmuseum
  - Volkskundemuseum

### Vogelkundepfad
Am 23. Oktober 1970 wurde nach Vorbereitungen von zwei Jahren der Vogelkundepfad eröffnet. Der Pfad entstand auf Initiative des Naturparks Bayerische Rhön beim Landratsamt Bad Neustadt, der Volksschule Aschach, des Heimat- und Wandervereins Aschach mit Unterstützung des Landratsamtes Bad Kissingen. Im Rahmen des 20-jährigen Jubiläums bezeichnete die Süddeutsche Zeitung in einem Artikel vom 7. August 1990 „Bayerns ersten Vogelkundepfad“ als „vorbildlich“ und hob die Volieren und Gehege hervor, die der Pflege kranker und verletzter Vögel dienen.

## Vereinsleben

### Freiwillige Feuerwehr Aschach
Nachdem sich die in den Jahren 1721 und 1783 im Hochstift Würzburg erlassenen Feuerordnungen zur Brandprävention und Brandbekämpfung als unpraktikabel erwiesen hatten, wurde auf Wunsch des königlichen Brandinspektors und Kommandanten der Freiwilligen Feuerwehr Bad Kissingen Martin nach Vorbereitungen durch den Arzt Dr. Werner am 29. Oktober 1869 die Freiwillige Feuerwehr Aschach gegründet, eine der ersten Feuerwehren ihrer Art im heutigen Landkreis Bad Kissingen. Dr. Werner wurde Commandant.
Nach anfänglicher Begeisterung beteiligten sich im Lauf der Zeit jedoch, u. a. bedingt durch den Deutsch-Französischen Krieg von 1870 bis 1871, immer weniger Mitglieder an den Übungen. Am 27. April 1873 war Aschach dann aber wieder Austragungsort des Gauverbandtages, u. a. unter Beteiligung der Feuerwehren von Fuchsstadt und Mellrichstadt.
Im Herbst des Jahres 1877 erhielt die Freiwillige Feuerwehr Aschach neue Helme sowie die Zunftfahne der Maurer und Zimmerleute. Im Jahr 1891 wurden in Kooperation mit dem Bürgermeister Maßnahmen ergriffen, um in den wasserarmen Teilen des Ortes im Brandfall die Versorgung mit Löschwasser zu gewährleisten. Im selben Jahr wurde die inzwischen veraltete und schadhaft gewordene Feuerwehrspritze durch eine Neuanschaffung ersetzt; im Jahr 1898 wurde eine Buttenspritze angeschafft.
Bedingt durch den Ersten Weltkrieg gab es nach der Generalversammlung vom 10. April 1913 vorerst keine weiteren Sitzungen mehr; im Protokollbuch ist die nächste Sitzung erst wieder für den 24. Februar 1918 verzeichnet.
Am 12. Oktober 1919 konnte unter Beteiligung der Feuerwehren aus Frauenroth, Großenbrach, Bad Kissingen und Kleinbrach das 50-jährige Gründungsjubiläum feierlich begangen werden. Am 12. Februar 1921 wurde Dr. Werner aus gesundheitlichen Gründen von Hauptlehrer Zimmermann als Vorstand abgelöst und zum Ehrenvorstand ernannt.
Im Rahmen der Gleichschaltung des Nationalsozialismus wurde Kommandant Georg Götz am 18. März 1934 durch Kommandant Georg Mahlmeister ersetzt, der die Aschacher Feuerwehr auf Adolf Hitler einschwor. Nach dem 27. Januar 1942 fand die nächste Generalversammlung erst wieder – unter noch spärlicher Beteiligung – am 14. April 1946 statt, um die Feuerwehr nach Ende des Zweiten Weltkrieges neu zu ordnen; die erforderlichen Neuwahlen fanden am 5. Mai 1946 statt.
Beim 80-jährigen Stiftungsfest wurde die neue Fahne geweiht, nachdem die alte beim Einmarsch der Amerikaner entwendet worden war. Im Jahr 1951 wurde eine neue Motorspritze Magirus TS 8 angeschafft, im Jahr 1953 ein Schlauchtrockenturm errichtet. Ein Jahr später folgte die Anschaffung des neuen Löschgruppenfahrzeugs LF 8 auf Ford-Fahrgestell, das die Aschacher Feuerwehr zur Stützfeuerwehr im Landkreis Bad Kissingen machte. Im Herbst 1963 wurde der aus Altersgründen scheidende Kreisbrandinspektor Kiesel, seit 1953 Ehrenkommandant der Freiwilligen Feuerwehr Aschach, für seine Verdienste im Feuerlöschwesen mit dem Bundesverdienstkreuz ausgezeichnet. Im April 1966 wurde eine neue Tragkraftspritze TS 8 angeschafft sowie im Jahr 1968 ein neues Feuerwehrhaus am Seegarten errichtet. Am 21. und 22. Januar 1969 fanden die Feierlichkeiten zum 100-jährigen Stiftungsfest statt.
Auf Antrag der Feuerwehr wurde ab 1. Januar 1970 im Ort eine jährliche Feuerschutzabgabe von 15 DM für alle männlichen Aschacher zwischen 18 und 60 Jahren eingeführt. Im Jahr 1973 bekam die Aschacher Feuerwehr ein neues Löschgruppenfahrzeug Opel LF 8/8. Am 5. Januar 1988 wurde die bis heute gültige Satzung der Freiwilligen Feuerwehr Aschach beschlossen. Am 9. Oktober 1993 fand die Einweihung des in einjähriger Arbeitszeit umgebauten Feuerwehrhauses statt. Am Pfingstwochenende 1994 wurde ein viertägiges Fest mit einem zwei Kilometer langen Festzug und der Teilnahme von vierzig Feuerwehren zum 125-jährigen Bestehen der Aschacher Feuerwehr abgehalten.

### Musikkapelle Aschach
Die Musikkapelle Aschach, die vor ihrer Selbstständigkeit Teil der Freiwilligen Feuerwehr Aschach war, entstand im Jahr 1877. Es sind lediglich zwei Protokollbücher erhalten, die die Jahre 1976 bis 1984 umfassen.
Die 100-Jahr-Feier am 25. und 26. Juni 1977 wurde zu einem stimmungsvollen Ereignis. Als absoluter Höhepunkt in der Geschichte der Blaskapelle gilt das Dorfmusikfest vom 19. bis 21. August 1978 auf dem Parkplatz des Europa-Centers. Zu den weiteren Höhepunkten zählt eine Pilgerfahrt nach Rom, die vom 6. bis 13. Oktober 1980 aus Anlass der Priesterweihe von Wolfgang Berka durchgeführt wurde. Die Kapelle spielte bei einer Generalaudienz von Papst Johannes Paul II. auf dem Petersplatz; Dirigent Georg Mahlmeister hatte Gelegenheit, kurz mit dem Papst zu sprechen. Nach ihrer Rückkehr verabschiedete die Musikkapelle am 6. Juli 1981 den scheidenden Pfarrer Michael Wack mit einem Ständchen.

### Credit-Verein Aschach
Laut der am 1. März 1871 aufgestellten und im Gemeindearchiv Aschach erhaltenen Satzung des Credit-Vereins Aschach verpflichteten sich dessen Mitglieder, sich gegenseitig „die zu Gewerbs- und Wirthschaftszwecken erforderlichen baaren Geldmittel zu verschaffen“.

### Krieger- und Soldatenkameradschaft Aschach

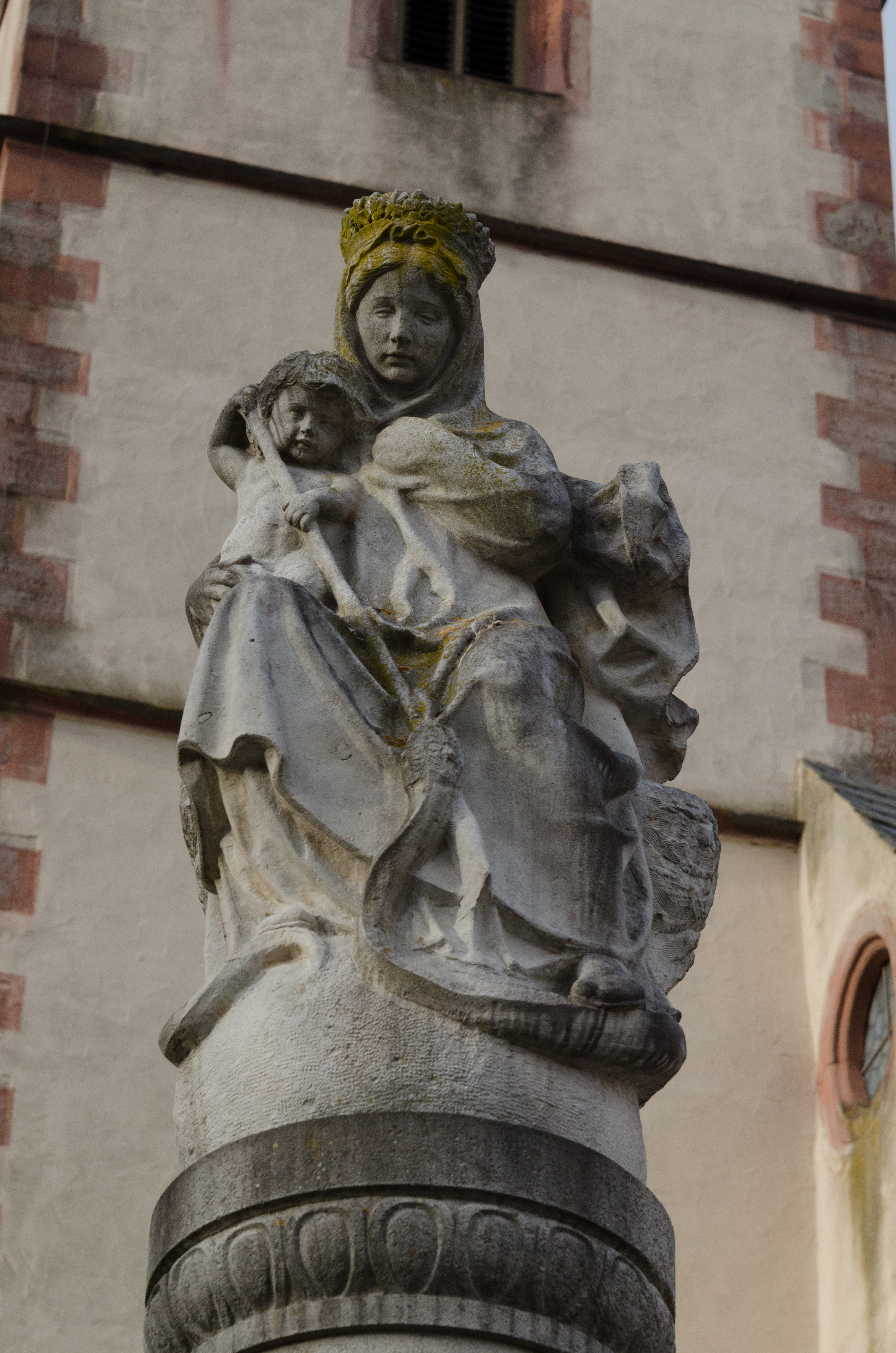
Kriegerdenkmal vor der St. Trinitas-Pfarrkirche.

Eine Gemeinschaft von Soldaten, die sich im Deutsch-Französischen Krieg von 1870/71 gebildet hatte, schloss sich am 2. April 1882 offiziell zur Krieger- und Soldatenkameradschaft Aschach zusammen. Die im Herbst 1883 angeschaffte Fahne wurde am 21. September 1884 geweiht.
Im Jahr 1892 hatte der Verein 61 Mitglieder. Die Vereinsstatuten sahen auch eine finanzielle Unterstützung von kranken Vereinsmitgliedern beziehungsweise Hinterbliebenen von verstorbenen Mitgliedern aus der Vereinskasse vor. Am 1. September 1895 veranstaltet der Verein einen Festumzug anlässlich des 25. Gedenktages des Sedantages.
In den Jahren 1904, 1911, 1965 und 1975 mussten Schäden an der Vereinsfahne, die am Ende des Zweiten Weltkrieges vor der Beschlagnahme durch die US-Truppen gerettet werden konnte, ausgebessert werden. Im August 1907 beschloss der Verein die Errichtung eines Gedächtnismales für die Veteranen des Deutsch-Französischen Krieges; am 3. September 1911 konnte an der Hochrheinsrinde die von Bildhauer Balthasar Schmitt angefertigte Siegessäule mit dem bronzenen Siegfried und den Namen der Kriegsteilnehmer aus Aschach eingeweiht werden.
Bedingt durch den Ersten Weltkrieg fanden zwischen dem 6. Oktober 1914 und dem 6. Februar 1919 keine Generalversammlungen statt. An die Gefallenen dieses Krieges erinnert eine im Jahr 1922 von Balthasar Schmitt angefertigte und vor der Pfarrkirche aufgestellte Madonna.
Zwischen 1933 und 1945 wurde der Verein als Krieger- und Militärkameradschaft vom Deutschen Reichskriegerbund geleitet; Dokumente aus dieser Zeit fehlen. Nach einem Verbot des Vereins nach Ende des Zweiten Weltkrieges konnte der Vereinsbetrieb am 20. Oktober 1953 wieder aufgenommen werden. Nach einem entsprechenden Beschluss vom 3. Dezember 1958 fand während der Feierlichkeiten zum 80-jährigen Vereinsbestehen neben der Madonna, die an die Opfer des Ersten Weltkrieges erinnert, die Einweihung eines vom Aschacher Bildhauer Ludwig Bauer geschaffenen Denkmals zum Gedenken an die Opfer des Zweiten Weltkrieges statt; den Planungen entsprechend wurden beide Denkmäler zu einer Einheit verschmolzen. Die Gemeinde Aschach übernahm die Zuständigkeit für die Bau- und Unterhaltskosten des Denkmals.
Am 10. Dezember 1966 wurde der Kriegerverein Aschach in Krieger- und Soldatenkameradschaft umbenannt; am 9. Dezember 1967 folgte der Beitritt zum Deutschen Soldaten- und Kriegerbund (DSKB).

### St.Johannis-Zweigverein Aschach
Am 8. Dezember 1887 entstand der St.Johannis-Zweigverein Aschach mit 48 Gründungsmitgliedern und wurde am 28. April 1888 vom Centralkapitel in München aufgenommen. Zweck des in Aschach ansässigen Vereines war die Armenpflege in Aschach, Bad Bocklet und Großenbrach.
Am 15. Dezember 1887 erfolgte die Eröffnung der Handarbeitsschule, am 1. Mai 1888 die der Kinderbewahranstalt. 1888 hatte der Verein 93 Mitglieder. Im Jahr 1912 konnte eine Festfeier zum 25-jährigen Vereinsbestehen abgehalten werden. Am 24. Januar 1920 erfolgte die Eintragung in das Vereinsregister.
Wegen der Abberufung der Klosterschwestern musste der Kindergarten im September 1966 schließen und konnte erst am 2. Mai 1968 durch die Einstellung einer Kindergärtnerin wieder betrieben werden. Nach deren Ausscheiden am 1. August 1971 konnte ihre Stelle erst am 1. November 1972 mit einer Halbtagskraft besetzt werden. Nach deren Verabschiedung am 15. Dezember 1982 übernahmen zwei junge Kindergärtnerinnen die Erziehungsarbeit im Kindergarten.
Im Rahmen der Feierlichkeiten vom 27. bis 29. Juni 1987 anlässlich des 100-jährigen Vereinsjubiläums entstand eine Vereinschronik.
Im Jahr 1991 begannen die Planungen zu Umbau beziehungsweise Erweiterung des Kindergartens mit einer Übernahme von zwei Dritteln der Kosten durch die Gemeinde Bad Bocklet. Die Umbaumaßnahmen selbst begannen im Jahr 1993. Auf Grund von Finanzierungsproblemen seitens des Vereins wurde der Kindergarten von der Katholischen Kirchenstiftung übernommen. Zwei Drittel der Kosten wurden vom Markt Bad Bocklet bestritten. Am 4. September 1994 wurde der umgebaute Kindergarten von Domkapitular Hartmut Wahl gesegnet.

### Gesangverein 1890 Aschach
Am 24. Oktober 1890 fand die Gründung des Gesangsvereins 1890 Aschach mit der Wahl eines provisorischen Vorstandes statt. Der eigentliche Vorstand wurde am 1. Januar 1891 gewählt; am gleichen Tag wurden die Vereinsstatuten erarbeitet.
Zwölf Vereinsmitglieder wurden in den Ersten Weltkrieg eingezogen; einer von ihnen erlag bereits am 22. September 1914 in einem Würzburger Lazarett seinen Kriegsverletzungen. Der Verein veranstaltete ein Wohltätigkeitskonzert, das 105 Mark für den Ortsausschuss für Kriegshilfe einbrachte. Kriegsbedingt fanden vorübergehend weder Vorstandswahlen noch Gesangsproben statt. Die erste Generalversammlung nach dem Krieg fand am 19. Januar 1919 statt.
Am 23. Dezember 1933 trat der Gesangsverein dem Fränkischen Sängerbund bei. Während der Zeit des Nationalsozialismus wurde auf eine Gleichschaltung des Vereins verzichtet, da die nationale Gesinnung und eine dem Dritten Reich geneigte Einstellung des Vorstands gesehen wurden. Für die NS-Zeit sind lediglich vom 12. Januar 1935 und vom 22. Dezember 1939 (Aufnahme von fünf neuen Mitgliedern) Protokollbucheinträge bekannt.
Nach einer Versammlung am 9. Oktober 1945 bezüglich des Vereinsvermögens wurden am 20. Januar 1947 neue Vereinsstatuten erarbeiten, um sie von der amerikanischen Militärregierung genehmigen zu lassen.
Am 1. und 2. Juli 1950 fand im Schloss Aschach unter Teilnahme von Ehrengästen wie Kronprinzessin Cecilie von Preußen das 60-jährige Stiftungsfest statt.
Ab dem 26. April 1970 diente die neu eingeweihte Mehrzweckhalle dem Gesangsverein, der sich bisher in der Gaststätte „Zum Hirschen“ getroffen hatte, als neues Vereinslokal. Im Jahr 1974 wurde beschlossen, aufgrund Teilnehmermangels an den Gesangsproben das Vereinsleben vorerst ruhen zu lassen. Am 2. Januar 1975 wurde der Posten des Dirigenten neu besetzt.
Am 22. Oktober 1983 sang der Gesangsverein beim Besuch des damaligen Bundespostministers Christian Schwarz-Schilling auf Schloss Aschach.
Am 22. Februar 1985 entstand der Kinderchor des Vereins; am 15. Februar des Folgejahres wurde die bis dahin gültige Satzung des Vereins durch die heutige Vereinssatzung ersetzt. In der Generalversammlung vom 4. oder 5. Juli 1990 wurde zum ersten Mal eine Frau für den Posten des ersten Vorstands des Vereins gewählt. Mit einem Festabend am 15. Juni 1991 und einem Stiftungsfest vom 5. bis zum 6. Juli 1991 wurde das 100-jährige Gründungsjubiläum des Gesangsvereins begangen.

### Gesellschaft Kasino Aschach
Der wohl älteste bekannteste Nachweis für die Gesellschaft Kasino Aschach ist die Liste zur Erhebung der Beiträge Kasion Aschach 1893 mit den Namen von 36 Mitgliedern; die Umstände der Gründung sowie der Auflösung sind mangels Unterlagen unbekannt.
Hinweise gibt es auf die Veranstaltung einer Sedanfeier mit Tanzunterhaltung sowie einer Familienunterhaltung mit Theater und Tanz (beide ohne Jahresangabe) sowie eine Bitte um Polizeistundenverlängerung bei einer weiteren Familienunterhaltung am 15. Januar 1898. Ferner hat sich die Einladung zu einer Generalversammlung am 2. Dezember 1897 erhalten.

### Renn- und Touren-Club »Bavaria«in Aschach
Die einzigen bekannten Unterlagen über den Renn- und Touren-Club »Bavaria« in Aschach belegen, dass dieser am 12. Januar 1902 vom Nordfränkischen Radfahrerverband als Mitglied aufgenommen wurde.

### Borromäus-Verein zu Aschach
Über den Borromäus-Verein zu Aschach, dessen Zweck es war, seinen Mitgliedern das Ausleihen von Büchern zu ermöglichen, ist nur wenig bekannt. Eine im Jahr 1914 für Hauptlehrer Ambros Schmitt ausgestellte Mitgliedskarte, die ebenfalls als Quittung für die Entrichtung des Mitgliedsbeitrages sowie als Leihkarte diente, ist eine der wenigen bekannten Dokumente des Vereins.

### Wassergenossenschaft Bocklet-Aschach
Die am 19. Februar 1914 beschlossene Satzung der Wassergenossenschaft Bocklet-Aschach, die auf Grundlage des Wassergesetzes vom 23. März 1907 mit Sitz in Bad Bocklet gegründet wurde, regelte, in welchen Flurabteilungen und unter welcher Kostenverteilung die Genossenschaft die Instandhaltung der Grabenläufe durchzuführen hatte, die die Grundstücksbesitzer nicht selbst vornehmen durften.

### Verband der Kriegsbeschädigten, Sozialrentner und Hinterbliebenen
Die Gründung des Verbands der Kriegsbeschädigten, Sozialrentner und Hinterbliebenen (VdK) fand im November 1946 statt. Der Aschacher Ortsverband war Bestandteil des Kreisverbands Bad Kissingen. Der Verband kümmerte sich um die finanzielle Absicherung von Kriegsopfern, Waisen, Witwen usw. und unterstützte sie beim diesbezüglichen Kontakt mit den Behörden. Am 1. Januar 1972 oder 1992 (diesbezüglich differieren die Angaben) fusionierten die VdK-Ortsverbände Aschach und Steinach.

### TSV Aschach
Nachdem der im Jahr 1919 gegründete 1. FC 1919 Aschach sowie ein später gegründeter Nachfolgeverein mangels eines geeigneten Sportplatzes scheiterten, gelang am 16. November 1946 die Gründung des Turn- und Sportvereins Aschach mit 56 Gründungsmitgliedern. Nach Nennung zweier Bürgen wurde der Verein von der amerikanischen Militärregierung genehmigt; wenig später traten weitere 30 Mitglieder dem Verein bei.
Die 18 Vereinsmitglieder im Alter von 16 bis 18 Jahren bildeten die Jugend-Gruppe des Vereins. Für die Fußballabteilung wurde eine Wiese von der Gemeinde gepachtet, während die Turnabteilung im Saal des Gemeindehauses ihre Unterkunft fand. Der Gründungsball wurde am 18. Februar 1947 abgehalten, die erste Generalversammlung am 2. Januar 1948.
Von der Währungsreform 1948 war das Vereinsvermögen in Höhe von 1.230 RM (Stand: 20. Juni 1948) betroffen.
Am 3. Juni 1950 oder 1951 (hier sind die Angaben unsicher) konnte das neue, von der Gemeinde errichtete Schwimmbad des Ortes an den Verein übergeben werden, wo am 19. August 1951 ein Schwimmfest abgehalten wurde. Wegen Baufälligkeit ging das Schwimmbad im Jahr 1958 an die Gemeinde zurück; am 31. Mai 1967 musste schließlich sein Abriss beschlossen werden.
Durch Streitigkeiten im Verein nach der Gemeindewahl im März 1952 wäre die Teilnahme der Fußballabteilung an den Punktspielen beinahe gescheitert, war dann aber dank der älteren Fußballspieler im Verein gewährleistet. Am 3. und 4. Juni 1956 fand im Aschacher Schlosspark unter Beteiligung des Vereins das „Gruppenturmfest 'Süd' des Rhön-Saale-Turngaues“ statt.
Der Straßenneubau von 1961 führte zu einer Versetzung des Sportplatzes, der zugleich in der Fläche vergrößert wurde. Nach langen Jahren konnten erst am 21. September 1968 die Bauarbeiten zu einem Vereinsheim beziehungsweise einer Turnhalle in Kooperation zwischen Verein und Gemeinde beginnen. Die Flurbereinigung in Aschach ermöglichte ab 1989 den Bau des neuen Sportplatzes, der vom 13. bis 16. Juli 1990 eingeweiht wurde.

### Heimat-, Wander- und Gartenbauvereins e. V. Aschach
Nach einer Wanderung am 29. Mai 1966 nach Windheim (heute Stadtteil von Münnerstadt) äußerten die Aschacher Teilnehmer den Wunsch nach einer erneuten Wanderung. Diese konnte wetterbedingt erst am Pfingstmontag 1967 stattfinden, fand aber soviel Zulauf, dass der Aschacher Bürgermeister Gerold Lösel die Gründung eines Heimat- und Wandervereins vorschlug. Am 12. Januar 1968 (oder 1969; hier sind die Angaben im Protokollbuch unsicher) fand die erste Gemeindeversammlung des Heimat-, Wander- und Gartenbauvereins e. V. Aschach statt.
Im Jahr 1969 fanden lediglich zwei Wanderungen statt, und zwar nach Gefäll und durch das Rote Moor. Am 21. März 1970 fand eine Generalversammlung statt, auf der die Vereinssatzung geändert wurde, die bis heute gültig ist und lediglich am 15. März 1991 Ergänzungen erfuhr. Gleichzeitig wurde die Eintragung in das Vereinsregister beschlossen und am 20. November 1970 vorgenommen. Am 29. November 1975 konnten 208 Mitglieder verzeichnet werden.
Am 28. Dezember 1980 begrüßte der Verein Bundespräsident Karl Carstens, der gerade eine Wanderung durch Deutschland unternahm.
Ab den 1980er Jahren machte sich der Verein um die Restauration von Bildstöcken und anderen Kunstwerken in Aschach verdient. In der Generalversammlung am 6. Januar 1990 entstand die Idee, dass der Verein selbst die Entstehung eines Bildstockes initiieren könnte; der Aschacher Bildhauer Ludwig Bauer wählte das Thema „Kreuzbergwallfahrten“ und stellte vier Modelle zur Wahl vor, von denen zwei Modelle von Bauers Söhnen stammten. Der Vorstand des Vereins entschied sich schließlich für das von Ludwig Bauer jun. erstellte Modell. Der für 15.000 DM hergestellte Bildstock wurde im September 1990 am Vogelkundepfad aufgestellt und von Pfarrer Hugo Link gesegnet.
Im Rahmen eines Festes mit Standartenfeier am 30. und 31. Mai 1992 anlässlich des 25-jährigen Bestehens des Vereins wurden 42 Mitglieder für 25-jährige Vereinsmitgliedschaft sowie 39 Gründungsmitglieder geehrt.

### Kegelclub „Gut Holz“ Aschach
Am 2. Mai 1970 wurde der Kegelclub „Gut Holz“ Aschach von 37 Männern gegründet. Frauen waren erst ab 1976 als Mitglieder zugelassen; ein Jahr später entstand die Damengruppe. Der Verein beteiligt sich an Meisterschaften, Weihnachts- und Faschingsfeiern sowie in der Vergangenheit am Kirchweihtanz und den Aschacher Faschingsumzügen; ferner werden Faschingstänze und Maibaumaufstellungen organisiert.

### Jagdgenossenschaft Aschach
Am 25. Januar 1971 und am 27. März 1979 wurde das Gemeinschaftsjagdrevier, für das die Jagdgenossenschaft Aschach zuständig war, durch das Landratsamt Bad Kissingen neu geregelt. Später beschlossen die Mitglieder der Jagdgenossenschaft, die Einkünfte aus dem Jagdpachtschilling hauptsächlich für den Bau von Feld- und Waldwegen einzusetzen. Im Jahr 1980 wurde auch der Aschacher Kindergarten aus dem Jagdpachtschilling bezuschusst. Am 5. November 1981 genehmigte das Landratsamt der Jagdgenossenschaft, ein Damwildgehege zu errichten.

### FC Bayern Fanclub Aschach 06
Am 11. November 2006 wurde der FC Bayern Fanclub Aschach 06 gegründet. Seit 2008 finden regelmäßig Stadionfahrten nach München in die Allianz Arena statt. Zurzeit besteht der Fanclub aus ca. 60 Mitgliedern.

## Persönlichkeiten

### Bürgermeister
| Name                      | Amtszeit  | Amtsbezeichnung |
| ------------------------- | --------- | --------------- |
| Paul Herterich            | um 1582   | Schultheiß      |
| Johann Beimer             | um 1692   | Schultheiß      |
| Jörg Paul Mahlmeister     | um 1743   | Schultheiß      |
| Johann Helbig             | um 1794   | Schultheiß      |
| Sebastian Derlet(h)       | seit 1806 | Schultheiß      |
| Joseph Neugebauer         | 1818–1827 | Ortsvorstand    |
| J. Burkert                | 1828–1832 | Ortsvorstand    |
| Weidmann                  | 1832–1836 | Ortsvorstand    |
| Laudensack                | 1836–1844 | Ortsvorsteher   |
| Sebastian Hochrein        | 1845–1880 | Ortsvorsteher   |
| Bauer                     | 1880–1887 | Bürgermeister   |
| Bürger                    | 1888–1893 | Bürgermeister   |
| Georg Vey                 | 1894–1905 | Bürgermeister   |
| Michael Joseph Engelbreit | 1905–1911 | Bürgermeister   |
| Johann Bauer              | 1912–1919 | Bürgermeister   |
| Heinrich Schäfer          | 1919–1945 | Bürgermeister   |
| Josef Katzenberger        | 1945–1966 | Bürgermeister   |
| Gerold Lösel              | 1966–1972 | Bürgermeister   |

### Pfarrer
| Name                                                                         | Amtszeit          |
| ---------------------------------------------------------------------------- | ----------------- |
| Erwähnung eines Plebanus; Name des Pfarrers unbekannt                        | 1326              |
| Conradt Schedel                                                              | 1334–1337         |
| Heinrich Monch, Plebanus in Ascha                                            | 1421              |
| Mathias Iring bzw. Eyringk                                                   | 1458              |
| Erwähnung eines Kaplans                                                      | 1497              |
| Johann Ruthart                                                               | 1498              |
| Georgius Fiedler                                                             | 1574              |
| Heinrich Niemant („Nemo“)                                                    | 1580              |
| Michael Feuerlein                                                            | 1588              |
| Christoph Grospitsch (Graspitsch)                                            | 1595              |
| M. Johann Edelmann aus Nüdlingen                                             | 1608              |
| Valentin Katzenberger aus Nordheim vor der Rhön († 1639 in Aschach)          | 1628              |
| M. Melchior Beck (Pistor, Pistorius) aus Retzbach († 1666)                   | 1639              |
| M. Johann Balthasari aus Merkershausen im Grabfeld                           | 1666              |
| Laurentius Schmidt (Faber) aus Wollbach                                      | 1668              |
| M. Andreas Weisenseel aus Zahlbach                                           | 1672              |
| M. Johann Kaspar Landgraf aus Münnerstadt                                    | 1683              |
| Christian Bulmann aus Westfalen                                              | 1685              |
| Valentin Hoffmann aus Nüdlingen († 1720)                                     | 1691              |
| Johann Georg Schöpner (Schöppner) aus Unterweißenbrunn († 1727 am Kreuzberg) | 1720              |
| Johann Michael Metz († 1731 in Aschach)                                      | 1727              |
| Vitus Theodor Stecher aus Würzburg († 1731)                                  | 1731              |
| Benignus Christoph Joseph Eberth aus Haßfurt († 1758)                        | 1744              |
| Johann Valentin Geis (Geys) aus Schmallwasser († 1777)                       | 1758              |
| Johann Andreas Weber aus Grettstadt († 1806)                                 | 1777              |
| Johann Adam Roth aus Kleinsassen († 1832 in Aschach)                         | 1806              |
| Matthäus Nebel aus Aschaffenburg († 1857 in Aschach)                         | 1832              |
| Franz Förster                                                                | 1858 (4. Februar) |
| Karl Hofmann                                                                 | 1874              |
| Max Joseph Rudolph Strobl                                                    | 1881              |
| Karl Rützel aus Kitzingen                                                    | 1886–1916         |
| Johann Kreß                                                                  | 1917              |
| Anton Zink                                                                   | 1934              |
| Michael Wack                                                                 | 1967              |
| Hugo Link                                                                    | 1981              |
|                                                                              |                   |

### Söhne und Töchter des Ortes
- Franz Rudolph von Hettersdorf (1675–1729), Domkapitular in Worms und Stiftsherr in Würzburg
- Balthasar Schmitt (1858–1942), Bildhauer[110][111]
- Rüdiger Kiesel (* 1962), Mathematiker und Hochschullehrer

### Persönlichkeiten, die vor Ort gewirkt haben
- Friedrich Reinhard Karl Ludwig Graf von Luxburg (1829–1905), Regierungspräsident; kaufte im Jahr 1874 das Schloss Aschach und gestaltete es zum Museum um[69][112]
- Franz Michael Werner (1838–1921), Hofrat, Distriktsarzt in Aschach[113]
- Bernhard Graf von Bylandt-Rheydt (1905–1998), Bildhauer, verbrachte seinen Lebensabend in Aschach[114]